# リベリアの政治
リベリアの政治（リベリアのせいじ）は共和制である。

## 概要
アメリコ・ライベリアンのホイッグ党（1860年の設立）が1878年から1980年まで連続してリベリアの政治を支配して来た。ホイッグ党はアメリカのホイッグ党の影響を受けたものである。
1979年にはアメリコ・ライベリアンのホイッグ党に対抗して先住民族が進歩人民党（PPP）を設立した。
1980年3月に進歩人民党の党員数名が逮捕された事が引き金となり、4月にサミュエル・ドウ軍曹率いる先住民出身の志願兵グループがウィリアム・R・トルバート大統領を暗殺する、軍事クーデターが勃発。トルバート暗殺後にトルバート政権に仕えていた13人の閣僚達を形だけの裁判で裁いたのち、閣僚全員をモンロビアの海岸で銃殺刑により処刑した。処刑後に殺された閣僚達の睾丸を切り取ったり、遺体をモンロビアの街中に触れまわった後、遺体は見せしめでしばらく街中に放置され共同墓地に葬られたとされる。その結果、アメリコ・ライベリアンのホイッグ党は倒され、クーデター後ホイッグ党の政治活動は全て禁止された。しかし多くのホイッグ党員は政府のポストに留まっていた。クーデターを起こしたドウは大統領となり、リベリア国民民主党（NDPL）を設立し、1985年の選挙で勝利を収めたが、新設の統一党（UP）やリベリア行動党（LAP）、リベリア統一党（LUP）などもこの選挙に参加する事が許されていた。最大の野党はガブリエル・バッカス・マシューズが設立した、統一人民党（UPP）だった。ドウが大統領に就任した後もドウ政権の独裁化に反発する反ドウ派のクーデター未遂事件が起きるなど不安定な政情が続いた。
1989年12月の内戦以降、リベリアの政治は崩壊し、チャールズ・テーラーのリベリア国民愛国戦線（NPEL）や NPEL の派閥プリンス・ジョンソンのリベリア独立国民愛国戦線（INPEL）、リベリア民主主義統一戦線（ULIMO）など、多数の武装勢力が出現・蜂起し、ドウ大統領は1990年に INPELに捕らわれ、処刑された。
ドウ大統領の処刑後は、エーモス・ソーヤーによるモンロビア暫定政権が誕生するが、それを認めない NPELらの武装勢力との間で戦闘が激化して行った。
1992年、テーラーは新紙幣の使用を禁止、国内経済は混迷の度を深める。
1996年最も、勢力を拡大していた NPEL のテーラーが権力をついに掌握、内戦は終結した。しかし、その後も不安定な状態が続いた事から、テーラー政権に不満を持つ、反テーラー派の武装勢力が1999年頃から蜂起した。2003年にモンロビアまで侵攻し、再び内戦が激化したが、国際社会からの圧力などを受け、テーラー大統領はナイジェリアに逃亡し、内戦は終結した。
そして2005年、エレン・ジョンソン・サーリーフがリベリア初の女性大統領に就任した。サーリーフは、公約どおり、財務省、通産省、法務省の官僚と警察庁長官などの重職に女性を起用した。サーリーフが前政府から引き継いだ政府機関は、職員が共謀して税金や申請手数料などを国庫に収めず、着服するなどの汚職が常態化しており、どれも正常には機能していなかった。
内戦を引き起こし、逃亡を続けていたテーラー前大統領が、亡命先のナイジェリアで拘束された。戦犯容疑で、シエラレオネの特別法廷へ送られた。
- 大統領：ジョセフ・ボアカイ（Joseph Boakai、2024年就任）
- 副大統領：ジェレミア・コウング（英語版）（Jeremiah Koung）